# Acățari
Acatari là một Xã thuộc hạt Mureș, România. Dân số thời điểm năm 2002 là 4794 người.